# Miss Rosi
Rosa «Rosi» Estremadoyro Meza (Lima, 27 de abril de 1964), conocida artísticamente como Miss Rosi, es una cantante, compositora, profesora de música y guitarrista peruana, conocida por sus canciones infantiles. Al 2023, Rosi escribió más de 1500 canciones.

## Vida personal y educación
A los 14 años, entró al coro de la iglesia San Francisco de Asis de Barranco en Lima, Perú, donde fue criada.
Al terminar sus estudios escolares en el Colegio San José de Cluny, ingresó a la Academia de Guitarra Jorge Arrieta hasta 3 años después, cuando obtuvo los diplomas necesarios para ser profesora de guitarra.
Entre 1981 y 1984, estudió administración de hoteles en el Centro de Formación en Turismo. Ejerciendo la carrera, incursionó en las áreas de recepción, reservas y telefonía en el hotel El Pardo Hotel de 5 estrellas. Sin embargo, dejó de lado el empleo y optó por continuar dictando clases de guitarra.
Se casó a los 23 años. Fruto del matrimonio, nació su única hija Johanna en julio de 1990.[cita requerida]
A los 24 años, estudia música con el profesor Jorge Madueño Romero durante 2 años. Para aquella época, componía géneros como rock, balada rock, y posteriormente boleros, salsa y valses.
En 1994 estudió diseño gráfico en el Instituto Toulouse Lautrec, hasta 1998.

## Carrera musical
A los 23 años, forma el trío musical El Grupo Albores junto a su alumna de guitarra Claudia Cárpena y César Dextre. Cantaban música latinoamericana, trova y algo de música peruana. Duró poco tiempo, ya que luego empieza su carrera como solista.
En el año 1990, empieza a grabar jingles para comerciales de radio y televisión.
En 1993 trabaja como reemplazo durante dos semanas en un curso de verano para niños de 2 a 5 años en un colegio grande de Lima. Un mes después empezó a enseñar música a niños en nidos, hasta 2007, cuando decide abrir un taller denominado “Los Duendes de Mamá”, junto a su colega Miss Karina (hasta 2010), y a dictar cursos para capacitar a profesoras en diferentes ciudades del Perú. Asimismo, lanzó su primer casete titulado Cantando con Miss Rosi, en el cual incluyó versiones y composiciones originales.
En 1994, continua grabando canciones en su casete hasta el volumen 7, de ahí en adelante empezó a sacar otros álbumes pero ya en CD.
Desde 2007, trabaja en producciones, cuentos, canciones y más para La República, Grupo RPP, Distribuidora Bolivariana, Santillana, Huggies, Grupo Planeta, Fundación Telefónica, etc, Entre sus producciones con dichas empresas destacan Cántame un cuento, Miss Rosi; Miss Rosi y sus canciones; Miss Rosi y sus cuentos de Navidad y vacaciones; Cuentos clásicos con Miss Rosi; Yes, yes, canta en inglés con Miss Rosi y la colección de cuentos Colección Miss Rosi.
En octubre de 2012, lanza al mercado su primer y único cuento, titulado El osito Teddy, que está basado en una de sus canciones homónima. La maqueta del cuento fue hecha por el Grupo Planeta y viene acompañado de un CD con la canción.
En enero de 2013, es invitada por Hay Festival y la Fundación Plan a El Pozón en Cartagena de Indias, para realizar un pequeño recital a niños de 2 a 7 años.
En 2016 viajó a México para dictar talleres a profesores y niños en Ciudad de México y Puebla.
A solicitud del Ministerio de Salud, compuso los temas «Déjenme donar» y «Quiero donar», para incentivar la donación de órganos.
Entre el 31 de octubre y el 2 de noviembre de 2014, participó en la tercera edición de la Expo Maternidad, junto a Yola Polastry.

## Obras publicadas
- El osito Teddy (2012). Grupo Planeta.

## Reconocimientos
- En 2012 y 2013, obtiene un disco de oro y un disco de platino, otorgado por el sello discográfico Fácil Musica, por la venta del CD Cantando con Miss Rosi.[7]
- En 2008, la Municipalidad de Lima le otorga el premio Minerva.[7]
- En 2018, obtiene el Premio Internacional Gaviota.[7]